# KkStB-Tenderreihe 22
| BWB / kkStB 22            | BWB / kkStB 22                                                   | BWB / kkStB 22                                                   | BWB / kkStB 22                                                   | BWB / kkStB 22                                                   |
| ------------------------- | ---------------------------------------------------------------- | ---------------------------------------------------------------- | ---------------------------------------------------------------- | ---------------------------------------------------------------- |
| kein Bild vorhanden       |                                                                  |                                                                  |                                                                  |                                                                  |
| Technische Daten          |                                                                  |                                                                  |                                                                  |                                                                  |
|                           | 22.03–10                                                         | 22.16–17                                                         | 22.18–22                                                         | 22.23–38                                                         |
| Anzahl der Achsen         | 3                                                                | 3                                                                | 3                                                                | 3                                                                |
| Baujahr                   | 1861–1872                                                        | 1861–1872                                                        | 1861–1872                                                        | 1861–1872                                                        |
| Stückzahl                 | 38                                                               | 38                                                               | 38                                                               | 38                                                               |
| Radstand                  | 3160 mm                                                          | 3160 mm                                                          | 3160 mm                                                          | 3160 mm                                                          |
| Laufrad-Ø                 | 995 mm                                                           | 995 mm                                                           | 995 mm                                                           | 995 mm                                                           |
| Wasser                    | 9,5 m³                                                           | 8,8 m³                                                           | 9,5 m³                                                           | 9,5 m³                                                           |
| Kohle                     | 7,6 m³                                                           | 7,6 m³                                                           | 7,6 m³                                                           | 7,6 m³                                                           |
| Leergewicht               | 13,4 t                                                           | 11,6 t                                                           | 11,6 t                                                           | 12,2 t                                                           |
| Dienstgewicht             | 28,9 t                                                           | 26,4 t                                                           | 27,1 t                                                           | 27,7 t                                                           |
| gekuppelt mit Lokomotiven | 2, 4, 7, 18, 21, 122, 40, 47, 48, 50, 52, 54, 56, 59, 70, 73, 76 | 2, 4, 7, 18, 21, 122, 40, 47, 48, 50, 52, 54, 56, 59, 70, 73, 76 | 2, 4, 7, 18, 21, 122, 40, 47, 48, 50, 52, 54, 56, 59, 70, 73, 76 | 2, 4, 7, 18, 21, 122, 40, 47, 48, 50, 52, 54, 56, 59, 70, 73, 76 |

Die kkStB-Tenderreihe 22 war eine Schlepptenderreihe der k.k. Staatsbahnen (kkStB), deren Tender ursprünglich von der Böhmischen Westbahn (BWB) stammten.
Die BWB beschaffte diese Tender ab 1861 von Ringhoffer in Prag-Smichov.
Nach der Verstaatlichung der BWB reihte die kkStB die Tender als Reihe 22 ein.